# Markus Niemelä
Markus Niemelä, född den 20 mars 1984 i Raumo, Finland, är en finländsk racerförare.

## Racingkarriär
Niemelä inledde sin racingkarriär hemma i Norden, där han 2004 vann både SM och NM i Formel Renault. 2005 körde han det tyska mästerskapet i Formel BMW, och blev sjua. Efter det körde han brittiska Formel Renault, och tog en sjunde plats år 2006. Under 2007 hoppade han in i det hopplösa BCN-teamet i GP2 under hösten, och lyckades inget vidare med teamet som nått sämst resultat från seriens start fram till Niemeläs tid i teamet. Atlantic Championship 2008 blev dock en annan historia för Niemelä, som slog igenom ordentligt som 24-åring genom att vinna titeln under sin första säsong på andra sidan Atlanten. Titeln vanns tack vare segrar i de två sista racen, och en stor jämnhet i övrigt.

## Fotnoter
1. ↑  Driver Database, Driver Database förar-ID: markus-niemela, läs online, läst: 7 juni 2022.[källa från Wikidata]